# Kim Kaphwan
Kap-hwan Kim[A] (en hangul : 김황식 Kimu Kaffan, parfois écrit 김갑환 Kim Kap-hwan) est un personnage de jeu vidéo de la série Fatal Fury.
Kim fait sa première apparition dans le deuxième épisode de la série Fatal Fury. Kim Kaphwan est le premier personnage combattant sud-coréen à faire une apparition dans un jeu vidéo de combat. Kim est un maître de taekwondo, et se considère lui-même comme étant un combattant de la justice. Kim apparait régulièrement dans la série The King of Fighters dans laquelle il fait équipe avec Chang Koehan et Choi Bounge.
Kim fut à l'origine nommé Haifon Kim, mais l'idée fut abandonnée par la suite parce que le nom n'était pas validé en tant que nom coréen. Après une conversation avec Kim Kap-hwan, le président de la compagnie coréenne Viccom, l'équipe SNK a décidé de rebaptiser le personnage en Kim Kaphwan.